# Burgau (Suábia)
Burgau é uma cidade da Alemanha, localizado no distrito de Günzburg, no estado de Baviera.